# The Saint of Bleecker Street
The Saint of Bleecker Street (título original en inglés; en español, La santa de la calle Bleecker) es una ópera en tres actos con música y libreto en inglés de Gian Carlo Menotti. Se estrenó en el Broadway Theatre de Nueva York el 27 de diciembre de 1954.
Esta ópera se representa muy poco; en las estadísticas de Operabase aparece con sólo 2 representaciones en el período 2005-2010.

## Personajes
| Personaje     | Tesitura     | Reparto del estreno, (Director: Thomas Schippers) |
| ------------- | ------------ | ------------------------------------------------- |
| Annina        | soprano      | Virginia Copeland                                 |
| Don Marco     | bajo         | Leon Lishner                                      |
| Michele       | tenor        | David Poleri                                      |
| Assunta       | mezzosoprano | Catherine Akos                                    |
| Maria Corona  | soprano      | Maria Marlo                                       |
| Desideria     | mezzosoprano | Gloria Lane                                       |
| Salvatore     | barítono     | David Aiken                                       |
| Carmela       | soprano      | Maria di Gerlando                                 |
| Un joven      | tenor        | Richard Cassilly                                  |
| Una joven     | soprano      | Elisabeth Carron                                  |
| I ospite      | tenore       | Keith Kaldenberg                                  |
| II ospite     | barítono     | John Reardon                                      |
| Concettina    | papel mudo   | Lucy Becque                                       |
| Hija de Maria | papel mudo   | Ernesto Gonzales                                  |
| Camarero      | papel mudo   | Russell Goodwin                                   |